# Governor L. G. Hardman House
La Casa del Gobernador LG Hardman es una casa histórica ubicada en 208 Elm Street en Commerce, Georgia. Tiene importancia arquitectónica local como un "buen ejemplo" en Georgia del estilo arquitectónico del Renacimiento mediterráneo aplicado a una residencia.

## Descripción e historia
Terminada en 1921, la casa fue diseñada por el arquitecto Leroy C. Hart en arquitectura de Renacimiento mediterráneo, una variedad de arquitectura de Renacimiento de finales del siglo XIX y XX. Originalmente fue construido como hogar del gobernador de Georgia, Lamartine Griffin Hardman (1856-1937), quien gobernó entre 1927 y 1931. La 5 acres (2 ha) La lista incluía dos edificios contribuyentes.  Fue incluido en el Registro Nacional de Lugares Históricos el 16 de junio de 1988.